# طيران إم كيه الرحلة 1602
طيران إم كيه الرحلة 1602 هي رحلة طيران من مدينة ويندسور لوكس إلي سرقسطة عبر هاليفاكس وهي من طراز بوينغ 747-200 أف وتحمل 7 من أفراد الطاقم البريطاني لأن الطائرة كانت تابعة لشركة طيران إم كيه شركة شحن جوي بريطانية مقرها في مدينة كرولي تستخدم طائرات بوينغ 747 كانت الطائرة قد بلغت الطائرو في-1 ولكن سارت الطائرة 300 متر بعيد عن نهاية المدرج بسبب خطأ الطيار تحطمت طائرة جامبو جيت في منطقة رملية قرب مدينة هاليفاكس